# Kumari - den levende gudinde
|  | Denne artikel er oprettet af botten Steenthbot ud fra en ekstern database. Den kan derfor have sproglige fejl eller mangler. Denne skabelon kan fjernes efter kontrol af indholdet. |

Kumari - den levende gudinde er en dansk dokumentarfilm fra 1996 instrueret af Frode Højer Pedersen efter eget manuskript.

## Handling
»Kumari - Den levende gudinde« - om børnegudinden Rasmilla. I Nepal vælger man små piger til at være levende gudinder. De bor i deres tempel og bliver tilbedt indtil den dag, de får deres første menstruation. Rasmilla levede i 8 år alene i templet.